# Памятник Пирогову (Москва)
Памятник Никола́ю Ива́новичу Пирого́ву — первый памятник врачу в Москве, посвящён хирургу Николаю Пирогову. Изготовлен скульптором Владимиром Шервудом. Открытие состоялось в 1897 году. В 2007 году памятнику присвоен статус объекта культурного наследия федерального значения.

## Описание
Памятник представляет собой бронзовую скульптуру сидящего в кресле Николая Пирогова. В левой руке хирург держит череп как символ анатомии, правая — свободна. Лицо врача обращено вверх. Высота памятника составляет семь метров. Он окружён ажурной чугунной решёткой. Цоколь монумента облицован полевым гранитом, а для пьедестала использовалась порода финского гранита «рапакиви». С каждой из четырёх сторон пьедестала находятся бронзовые венки. Внутри них на медных досках золотыми буквами выгравированы выдержки из различных сочинений Пирогова.
|  | Может ли быть что нравственно выше того, когда Родина даёт звание почётного гражданина одному из своих сынов и притом не за блестящие подвиги на бранном поле, не за материальные выгоды, ей доставленные, а за трудовую деятельность на поприще просвещения, науки и гражданственности. Представители города Москвы, удостоив меня звания почётного гражданина, как будто осуществили заветную мечту моей юности, когда я готовился посвятить всю мою деятельность исключительно Москве, месту моего рождения и воспитания. Отделить учебное от научного в университете нельзя. Но научное и без учебного всё-таки светит и греет, а учебное без научного — как бы ни была приманчива его внешность — только блестит. Даже желая от всей души сделаться истыми специалистами, мы не должны забывать, что и для этого необходимо общечеловеческое образование. Я положил себе за правило при первом моем вступлении на кафедру ничего не скрывать от моих учеников, и если не сейчас же, то потом и немедля открывать перед ними сделанную мною ошибку, будет ли она в диагнозе или в лечении болезни. |

Изначально по углам пьедестала были установлены бронзовые чаши с обвитыми вокруг них змеями, а в правой руке врач держал пуговчатый зонд для обнаружения в телах раненых осколков от снарядов . Их отсутствие обусловлено традициями и суевериями. Так, выпускники медицинских вузов «изымали на память» одну из чаш постамента. Существовало также поверье, что для успешной сдачи сессии необходимо потереть череп, что негативно сказывалось на состоянии памятника, в частности неоднократно обламывался хирургический зонд. Чаши и зонд заменяли копиями, но после 1980 года перестали, поскольку в руководстве одного из медицинских вузов посчитали, что «если постоянно заменить чаши и зонд копиями, пусть даже из антивандальных материалов, то студенты всё равно украдут». Также у выпускников-медиков есть традиция в день выпуска «наряжать» памятник в обрывки медицинских халатов, бинтов и туалетной бумаги.

## История
В начале 1890-х годов русское хирургическое общество имени Пирогова решило создать мемориал, посвящённый Николаю Ивановичу. Для этих целей был организован комитет по устройству памятника во главе с председателем Петром Дьяконовым. В январе 1891 года начался сбор пожертвований, размер которых составил около 13 500 рублей. Однако московские власти не разрешили установку монумента. Это было связано с тем, что в то время памятники возводились в основном в честь царских особ и полководцев. Тогда профессор Николай Склифосовский отправился в Санкт-Петербург, добился аудиенции у императора Николая II и получил разрешение. Комитет обратился к скульптору Владимиру Шервуду. Он безвозмездно разработал проект памятника, но для его реализации собранной суммы оказалось недостаточно. Поэтому Московская городская дума ассигновала на окончательную отделку памятника 1600 рублей, а Императорский Московский университет выделил комитету ещё 500 рублей. Работы по возведению памятника велись под руководством Владимира Иосифовича вплоть до его смерти, а после — под наблюдением его сына архитектора Владимира Шервуда.
Торжественная церемония открытия состоялась 3 августа 1897 года накануне XII Международного конгресса врачей. На празднике присутствовали все профессора медицинского факультета ИМУ во главе с деканом Николаем Склифосовским, попечитель учебного округа, городской голова князь Владимир Голицын, множество российских и иностранных врачей, прибывших на конгресс.
В 12 часов перед накрытым тканью памятником протоиерей Николай Елеонский провёл панихиду в честь Николая Пирогова. Затем выступил Пётр Дьяконов с рассказом о создании монумента.
|  | Комитет передаёт новый памятник Императорскому московскому университету. Пусть старейший рассадник просвещения в России присоединит к прочим своим сокровищам это изображение одного из знаменитейших своих сынов; пусть питомцы университета смотрят на вдохновенное лицо Николая Ивановича Пирогова и поучаются, подобно ему, бескорыстно и самоотверженно служить правде и науке.Пётр Дьяконов, 1897 год |

После этого монумент был представлен публике. Также с речью выступил ректор московского университета Павел Некрасов. Депутации от различных учреждений возложили венки у подножия пьедестала.
Торжество закончилось заседанием в память о Пирогове. Профессора Александр Бобров, Лев Левшин, Николай Склифосовский выступили с рассказами о биографии и достижениях Николая Ивановича: «Широко раскинулась ты, дорогая родина, от хладных финских скал до пламенной Колхиды, от плавного рыбачьего берега Балтики до океана Великого… И вот на всем этом необъятном пространстве почти не видно памятников, свидетельствовавших о деяниях нашего народа, о пережитых им днях исторического своего роста. Бесцветно ли прожили мы тысячелетия? Не успели ли собрать земли русской? Находились ли в периоде детства и не начали ещё жить самостоятельною жизнью? О! Нет, нет… История нашей жизни оставила немало блестящих страниц, мы проявили целый ряд подвигов и имеем свои заслуги перед человечеством… Собирание земли русской почти закончилось, мы находимся в естественных границах государственного строя. А период детства, подражательности и культурных заимствований миновал — мы заплатили роковую дань исторического ученичества и вступили в колею самостоятельной жизни. У нас есть своя литература, науки и искусства, и стали мы на всех поприщах культуры деятельными и самостоятельными… в этот день мы, граждане земли русской… воздвигаем памятник гениальному русскому врачу. Существует мнение, что гениальных людей у нас пропорционально меньше, чем у других народностей. Если это справедливо, то тем более следует чтить тех немногих выдающихся деятелей, которых мы имеем».
|  | Начала, внесённые в науку Пироговым, останутся вечным вкладом и не могут быть стёрты со скрижалей её, пока будет существовать европейская наука, пока не замрёт на этом месте последний звук богатой русской речи. У нас нет своего русского храма славы, но если когда-нибудь создастся народный “пантеон”, там отведено будет место великому врачу и гражданину.из речи Николая Склифосовского на открытии памятника, 1897 год |

Приветственные речи произнесли депутаты от всех русских университетов, учёных обществ, больниц и прочих медицинских учреждений. В том числе депутат петербургской военно-медицинской академии профессор Николай Круглевский, декан медицинского факультета Харьковского университета Николай Кульчицкий и профессор Томского университета Алексей Введенский. Благодарственные телеграммы прислали министр народного просвещения Иван Делянов и профессор Московского университета Павел Безобразов.